# Kimbolton Castle
Kimbolton Castle er et country house i Kimbolton, Huntingdonshire, Cambridgeshire. Henrik 8.'s første kone, Katharina af Aragonien, boede her fra 1522 frem til sin død i 1540.
Oprindeligt var Kimbolton Castle en middelalderborg, men den blev ombygget til et stateligt palæ, og var hovedsæde for hertugerne af Manchester fra 1615 frem til 1950. I dag huser bygningen Kimbolton School.